# Плауноцветни
Плауноцветните (Lycopodiales) са разред от клас Lycopodiopsida, включващ около 400 вида плауни.

## Класификация
- Семейство Плаунови (Lycopodiaceae)
  - Род Diphasiastrum
  - Род Lycopodiella
  - Род Lycopodium
  - Род Palhinhaea
  - Род Pseudolycopodiella
- Семейство Huperziaceae
  - Род Huperzia
  - Род Phlegmariurus
  - Род Phylloglossum